# Henryk Śniegocki
Henryk Śniegocki (ur. 18 stycznia 1893 w Kościanie, zm. 1 grudnia 1971 w Poznaniu) – nauczyciel, komendant miejscowej Komendy Skautowej i następnie Głównej Kwatery Skautowej na Rzeszę Niemiecką.
Po ukończeniu szkoły elementarnej, rozpoczął naukę zawodu i podjął działalność w Stowarzyszeniu Samokształcącym Młodzieży "Iskra". Był współzałożycielem pierwszej drużyny skautów w Poznaniu. Uczestniczył w demonstracjach patriotycznych. W 1913 przyjęty został do Towarzystwa Tomasza Zana. Został komendantem drużyn skautowych w Poznaniu. Członek Polskiej Organizacji Wojskowej Zaboru Pruskiego. Uczestnik powstania wielkopolskiego, w wolnej Polsce komendant Chorągwi Wielkopolskiej ZHP 1925–1927, nauczyciel. Został pochowany na Cmentarzu Junikowo w Poznaniu (pole 15-B-4-12).

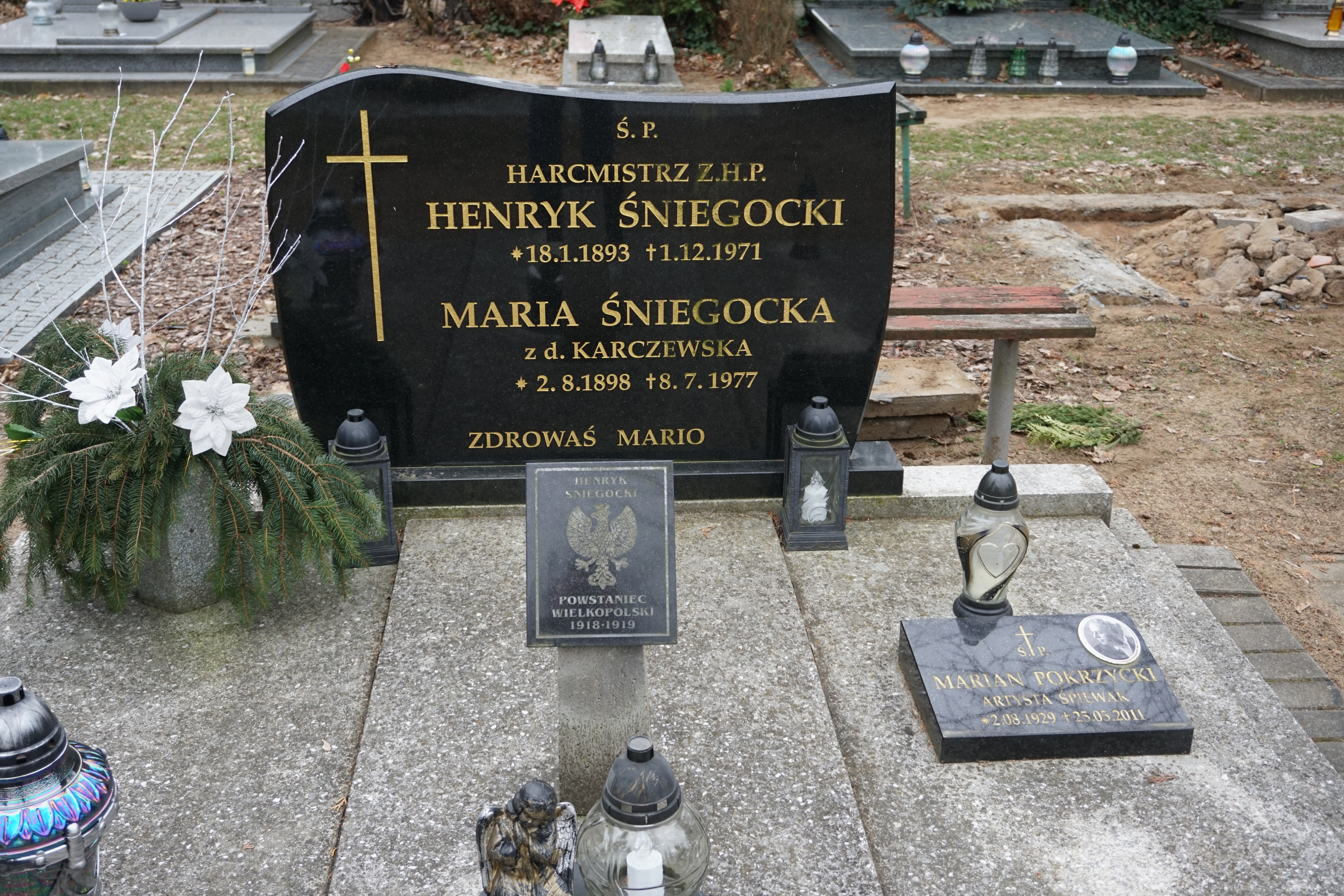
Grób Henryka Śniegockiego na Cmentarzu Junikowskim